# Ketevan Losaberidze
Ketevan Losaberidze   (Lekereti, 1 d'agost de 1949 - Tbilisi, 23 de gener de 2022) va ser una tiradora amb arc georgiana que va competir sota bandera soviètica durant les dècades de 1970 i 1980.
El 1972 va prendre part en els Jocs Olímpics de Múnic, on fou quart en la prova individual del programa de tir amb arc. El 1980, als Jocs de Moscou, va guanyar la medalla d'or en la mateixa prova. En el seu palmarès també destaquen dues medalles d'or al Campionat del món de tir amb arc, quatre d'or al Campionat d'Europa de tir amb arc i dos campionats nacionals (1973 i 1979).
Fou escollida la millor esportista georgiana de 1980 i la quarta millor del segle xx. Un cop retirada de la vida esportiva treballà com a professora de matemàtiques a la Universitat Estatal de Tbilisi i entre el 2002 i el 2005 presidí la Federació Georgiana de tir amb arc.